# Oreohoplis astarte
Oreohoplis astarte är en stekelart som först beskrevs av Cameron 1884.  Oreohoplis astarte ingår i släktet Oreohoplis och familjen brokparasitsteklar. Inga underarter finns listade i Catalogue of Life.